# Demonax collaris
Demonax collaris là một loài bọ cánh cứng trong họ Cerambycidae.